# ジョゼップ・クラロス
ジョゼップ・クラロス・カナルス（Josep Clarós Canals、1969年1月28日 - ）は、スペイン・バルセロナ出身のバスケットボール指導者である。NCAA史上初の、アメリカ国外出身のコーチとして知られる。男子エルサルバドル代表、メキシコ代表、バーレーン代表でヘッドコーチを努め、2021年からアンゴラ代表チームでヘッドコーチを務めており、ナショナルチームでの指導経験が豊富である。男子メキシコ代表では、2010年の中央アメリカ・カリブ海競技大会では銀メダルを獲得した。

## 経歴
1993年にバルセロナ大学を卒業した後、NCAA2部のノースイーストミズーリ州立大学のアシスタントコーチに就任、バスケットボール指導者となる。1995年にはバスケットボールエルサルバドル代表のヘッドコーチを務めた。1997年からはアメリカン大学プエルトリコ校のヘッドコーチを務めた。アメリカ人ではない人物がNCAAのヘッドコーチに就任するのは、史上初の出来事だった。
2010年から2013年にかけて男子メキシコ代表を指導し、2010年の中央アメリカ・カリブ海競技大会では開催国プエルトリコに次ぐ準優勝に入った。
2011-12シーズンにはNBLカナダのハリファックス・レインメンのヘッドコーチを務め、ファイナルに進出した。
2014年には再びハリファックス・レインメンのヘッドコーチに就任する。このシーズン、クラロスは当時21歳のポイントガード、安藤誓哉をスターティングメンバーとして用い、レギュラーシーズンで20勝12敗の1位となる。クラロスはこのシーズンのコーチ・オブ・ザ・イヤーを受賞した。チームもファイナルまで進み、3勝3敗で優勝は第7戦に持ち込まれた。しかし第7戦の直前、練習時に相手チームから乱闘を仕掛けられたことなどを理由に、チームは抗議の意思表示として第7戦を放棄。これによりクラロスはNBLからの永久追放と、罰金1万ドルの処分を受けた(2015年NBLカナダ・ファイナルズでの乱闘）。
レインメン退団後はバスケットボールエジプト代表の監督に就任する予定だったが、就任直前にエジプトバスケットボール連盟がエジプト人監督を起用する意向を示し、破談となった。
2015年、バーレーン・プレミアリーグ(BPL)のアル・ムハラクSCの指揮を執った。
2016年3月にはbjリーグのライジング福岡と契約。この時レギュラーシーズンは終盤を迎え12試合を残すのみであり、クラロス就任前まで8連敗していた中だったが、就任後は6勝6敗の成績をあげ、プレーオフ圏内となる8位に滑り込んだ。シーズン終了後にヘッドコーチを退任した。
2017年4月にはBPLのアル・マナマと契約し、プレーオフ準決勝から指揮を執る。ニコロス・ツキティシュビリらを擁するアル・アマナは準決勝でアル・ハラSCを破り、決勝戦ではアル・ムハラクSCに勝って優勝した。
2017年6月、Bリーグの秋田ノーザンハピネッツのヘッドコーチとして契約する。複数のチームからオファーがあった中で、秋田との契約を決断した理由のひとつには安藤の薦めもあった。
2シーズンにわたってノーザンハピネッツの指揮を執った後、2019年6月、バスケットボールバーレーン代表チームのヘッドコーチとして1年契約を結んだ。
2021年4月28日、バスケットボールアンゴラ代表のヘッドコーチに就任すると発表された。
2023年5月30日、横浜エクセレンスのヘッドコーチに就任すると発表された。12月8日、契約解除が発表された。

## ヘッドコーチ成績
| double-dagger | B2記録 |

| チーム                   | シーズン | G  | W  | L  | W–L%  | シーズン結果 | PG | PW | PL | PW–L% | 最終結果   |
| ------------------------ | -------- | -- | -- | -- | ----- | ------------ | -- | -- | -- | ----- | ---------- |
| Ulla Oil Rosalía         | 2000-01  | 30 | 10 | 20 | .333  | 13位         | -  | -  | -  | –     | -          |
| Ulla Oil Rosalía         | 2001-02  | 30 | 10 | 20 | .333  | 13位         | -  | -  | -  | –     | -          |
| CB Tarragona             | 2002-03  | 30 | 12 | 18 | .400  | 12位         | -  | -  | -  | –     | -          |
| CB Tarragona             | 2003-04  | 34 | 15 | 19 | .441  | 13位         | -  | -  | -  | –     | -          |
| CB Tarragona             | 2004-05  | 34 | 18 | 16 | .529  | 7位          | 4  | 1  | 3  | .250  | 初戦敗退   |
| Hanzevast Capitals       | 2007-08  | 40 | 24 | 16 | .600  | 5位          | 3  | 1  | 2  | .333  | 初戦敗退   |
| Halifax Rainmen          | 2011-12  | 36 | 23 | 13 | .639  | 2位          | 8  | 5  | 3  | .625  | 準優勝     |
| Pioneros de Quintana Roo | 2012-13  | 40 | 28 | 12 | .700  | 6位          | 8  | 4  | 4  | .500  | 二回戦敗退 |
| Halifax Rainmen          | 2014-15  | 32 | 20 | 12 | .625  | 大西洋1位    | 16 | 10 | 4  | .714  | 準優勝     |
| Al Muharraq              | 2015-16  | 5  | 3  | 2  | .600  | 5位          | -  | -  | -  | –     | -          |
| 福岡                     | 2016     | 12 | 6  | 6  | .500  | Bj西8位      | 2  | 0  | 2  | .000  | 一回戦敗退 |
| Al Manama                | 2016-17  | 16 | 15 | 0  | 1.000 | 1位          | 6  | 5  | 1  | .833  | 優勝       |
| 秋田                     | 2017-18  | 60 | 54 | 6  | .900  | B2東1位      | 5  | 3  | 2  | .600  | 準優勝     |
| 秋田                     | 2018-19  | 60 | -  | -  | –     | in Eastern   | -  | -  | -  | –     | -          |

## 参考資料
1. ↑  “NBLC Announces 2014-2015 Award Winners”.   カナダ (2015年4月13日). 2017年7月10日閲覧。
2. ↑  “NBL Canada Board Acts Over Game 7 of NBLC Finals”.   NBLカナダ. 2017年7月10日閲覧。
3. ↑  “bjプレーオフが開幕、「最後の王者」を巡る熱闘がスタート”. バスケット・カウント.   ティーアンドエス (2016年5月2日). 2017年6月13日閲覧。
4. ↑  『ジョゼップ・クラロスHC　契約満了のお知らせ』（プレスリリース）ライジング福岡、2016年5月24日。2017年6月13日閲覧。
5. ↑  Ahmad Madwar (2017年3月26日). “Josep Claros is the new coach of Al Manama Club !!”. Asia-basket.com. 2017年6月13日閲覧。
6. ↑  “【新ヘッドコーチ】契約合意のお知らせ” (2017年6月13日). 2017年7月10日閲覧。
7. ↑  “ハピネッツ新HCの記者会見全文　「安藤は重要なピース」”.   秋田魁新報 (2017年6月14日). 2017年6月13日閲覧。
8. ↑  “Claros signs deal to coach Bahrain”. GDN ONLINE (2019年6月19日). 2019年8月2日閲覧。
9. ↑  “Angola name Pepe Claros as head coach of men's national team”.   FIBA. 2021年4月28日閲覧。
10. ↑  “ジョゼップ・クラロス・カナルス氏、2023-24シーズンヘッドコーチ就任のお知らせ”.   横浜エクセレンス公式サイト. 2023年5月30日閲覧。
11. ↑  “ジョゼップ・クラロス・カナルス (ペップ)ヘッドコーチ契約解除のお知らせ”.   横浜エクセレンス公式サイト. 2023年12月8日閲覧。